# 東日本旅客鉄道高崎支社

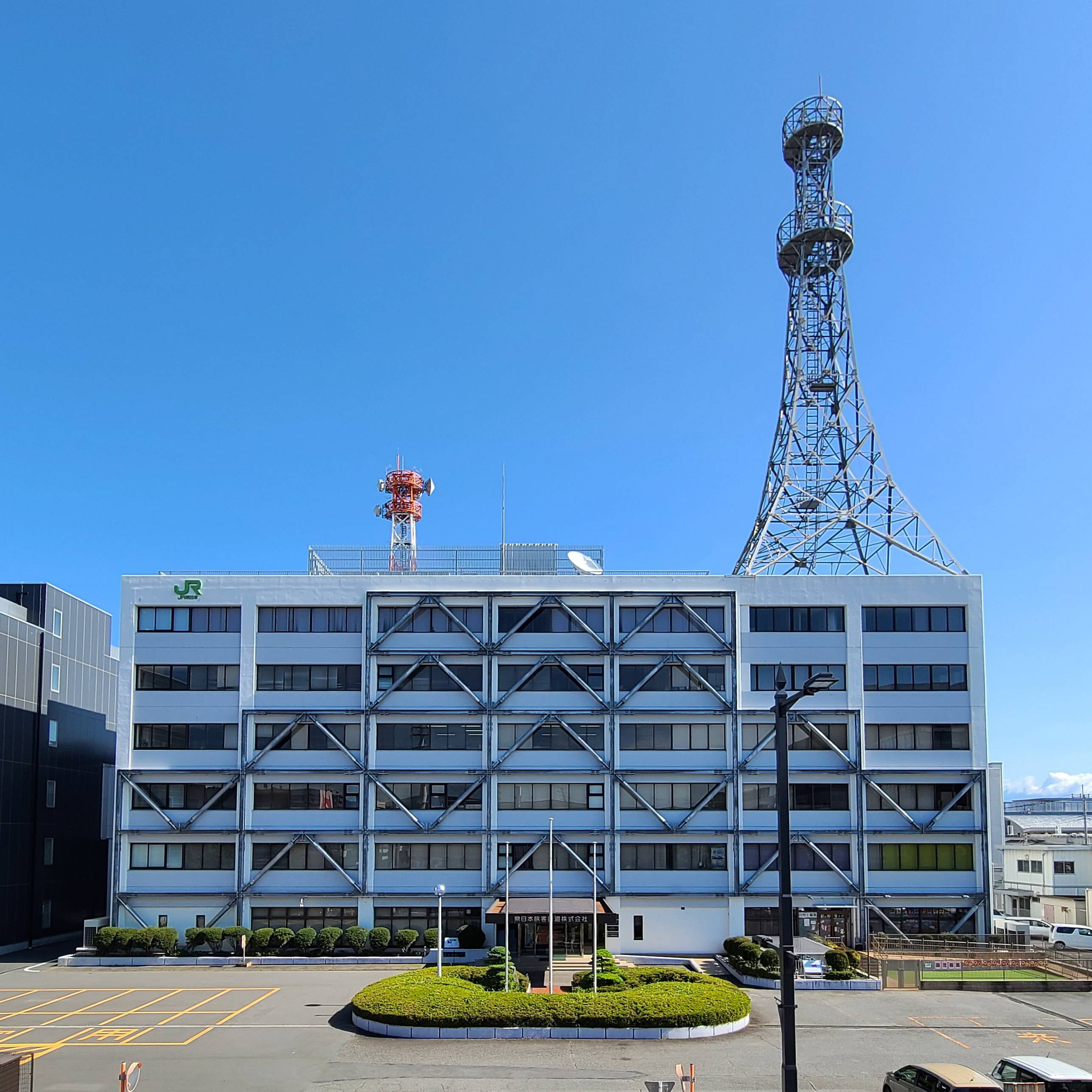
東日本旅客鉄道高崎支社

東日本旅客鉄道高崎支社（ひがしにほんりょかくてつどうたかさきししゃ）は、東日本旅客鉄道（JR東日本）の地域支社。旧国鉄高崎鉄道管理局の流れを汲んでいる。2026年に組織改正により高崎支社が廃止され、管轄の業務は高崎・熊谷・栃木の各事業本部に移管される予定。

## 支社所在地
- 群馬県高崎市栄町6-26

## 歴史
- 1942年（昭和17年）9月11日 - 東京鉄道局高崎管理部設置。
- 1950年（昭和25年）8月1日 - 東京鉄道局高崎管理部と宇都宮管理部の一部を統合し、高崎鉄道管理局発足。
- 1969年（昭和44年）3月1日 - 東北本線東大宮駅 - 白河駅間、日光線、烏山線を東京北鉄道管理局に移管。
- 1987年（昭和62年）4月1日 - 東日本旅客鉄道 東京圏運行本部高崎運行部となる。
- 1988年（昭和63年）
  - 4月1日 - 高崎運行部を改組の上、高崎支社発足。
  - 12月17日 - 高崎線に北上尾駅を新設。
- 1989年（平成元年）3月29日 - 足尾線をわたらせ渓谷鐵道に転換。
- 1991年（平成3年）12月1日 - 吾妻線の川原湯駅を川原湯温泉駅、長野原駅を長野原草津口駅に、それぞれ改称。
- 1992年（平成4年）3月14日 - 吾妻線に小野上温泉駅を新設。
- 1997年（平成9年）10月1日 - 北陸新幹線高崎駅 - 長野駅間先行開業。信越本線の横川駅 - 軽井沢駅間は廃線、同じく軽井沢駅以西はしなの鉄道線に転換。軽井沢駅を長野支社に移管。
- 1999年（平成11年）3月12日 - 両毛線に前橋大島駅を新設。
- 2004年（平成16年）
  - 3月13日 - 上越新幹線に本庄早稲田駅を新設。
  - 10月16日 - 上越線に高崎問屋町駅を新設。
- 2018年（平成30年）4月1日 - 両毛線にあしかがフラワーパーク駅を新設。
- 2019年（平成31年）4月1日 - 新幹線統括本部発足に伴い[1]、上越・北陸新幹線の運行・線路設備管理業務を同本部へ移管。
- 2020年（令和2年）12月18日 - 支社ウェブサイトを閉鎖、本社サイトに統合。
- 2023年（令和5年）6月1日 - 高崎車両センター・ぐんま車両センターを首都圏本部に移管。
- 2026年（令和8年）7月1日（予定） - JR東日本事業運営体制変更に伴い、高崎支社を廃止。県境単位に、群馬事業本部[※ 1]、熊谷事業本部[※ 2]、栃木事業本部[※ 3]へ承継[2]。

## 管轄路線
群馬県全域と埼玉県・栃木県の一部を管轄している。2021年3月31日時点で、合計367.5kmの在来線、合計165.5kmの新幹線、90の駅を管轄している。新幹線については2019年4月1日より発足した新幹線統括本部へ列車運行・線路設備管理業務を順次移管しているが、現在も元々の管轄区間が営業エリアとして位置づけられている。
路線
※支社境界はいずれも閉塞区間上にあるため、境界線の内側の停車場（駅・信号場など）を記載している。なお、◇が付いた路線は全線が管理区間内に入っている路線である。
| 路線名     | 区間                                         | 駅数   | 備考                                                                           |
| ---------- | -------------------------------------------- | ------ | ------------------------------------------------------------------------------ |
| 上越新幹線 | （熊谷駅・本庄早稲田駅・高崎駅・上毛高原駅） | 2（4） | 左記5駅の駅運転・営業業務のみ担当 列車運行・線路設備管理は新幹線統括本部の管轄 |
| 北陸新幹線 | （安中榛名駅）                               | 1      | 左記5駅の駅運転・営業業務のみ担当 列車運行・線路設備管理は新幹線統括本部の管轄 |
| 高崎線     | 宮原駅 - 高崎駅                              | 18     |                                                                                |
| 上越線     | 高崎駅 - 土合駅                              | 15     |                                                                                |
| ◇吾妻線    | 渋川駅 - 大前駅                              | 17     |                                                                                |
| 両毛線     | 思川駅 - 新前橋駅                            | 16     |                                                                                |
| 信越本線   | 高崎駅 - 横川駅                              | 7      |                                                                                |
| 八高線     | 毛呂駅 - 倉賀野駅                            | 13     |                                                                                |

駅数についての注釈
1. ↑  カッコ内は在来線併設駅も含めた駅数。
2. ↑  上越新幹線と接続する高崎駅は含まない。
3. 1 2  高崎線と接続する高崎駅は含まない。
4. ↑  上越線と接続する渋川駅は含まない。
5. ↑  上越線と接続する新前橋駅は含まない。
6. ↑  高崎線と接続する倉賀野駅は含まない。

支社境界についての注釈
1. ↑  群馬県内全域（元々高崎支社）。
2. ↑  高崎線および八高(北)線の埼玉県内区間。
3. ↑  両毛線の栃木県内区間と、大宮支社から栃木県内と古河駅までの区間を統合。
4. ↑  大宮駅との間の川越線並走区間を抜けた後の、大成第六踏切先（大宮起点3.0km地点）に大宮支社との境界がある。
5. ↑  土樽駅との間の、上り線の清水トンネルの出口付近に新潟支社との境界がある
。なお、運行系統上の境界は水上駅で、水上駅 - 土合駅間は新潟支社が列車運行を行う。
6. ↑  小山駅との間の、思川の鉄橋の手前（小山起点2.0km地点）に大宮支社との境界がある。
7. ↑  高麗川駅との間の、高麗川を跨ぐ鉄橋の北側（八王子起点33.5km地点）に八王子支社との境界がある。

旧管理路線

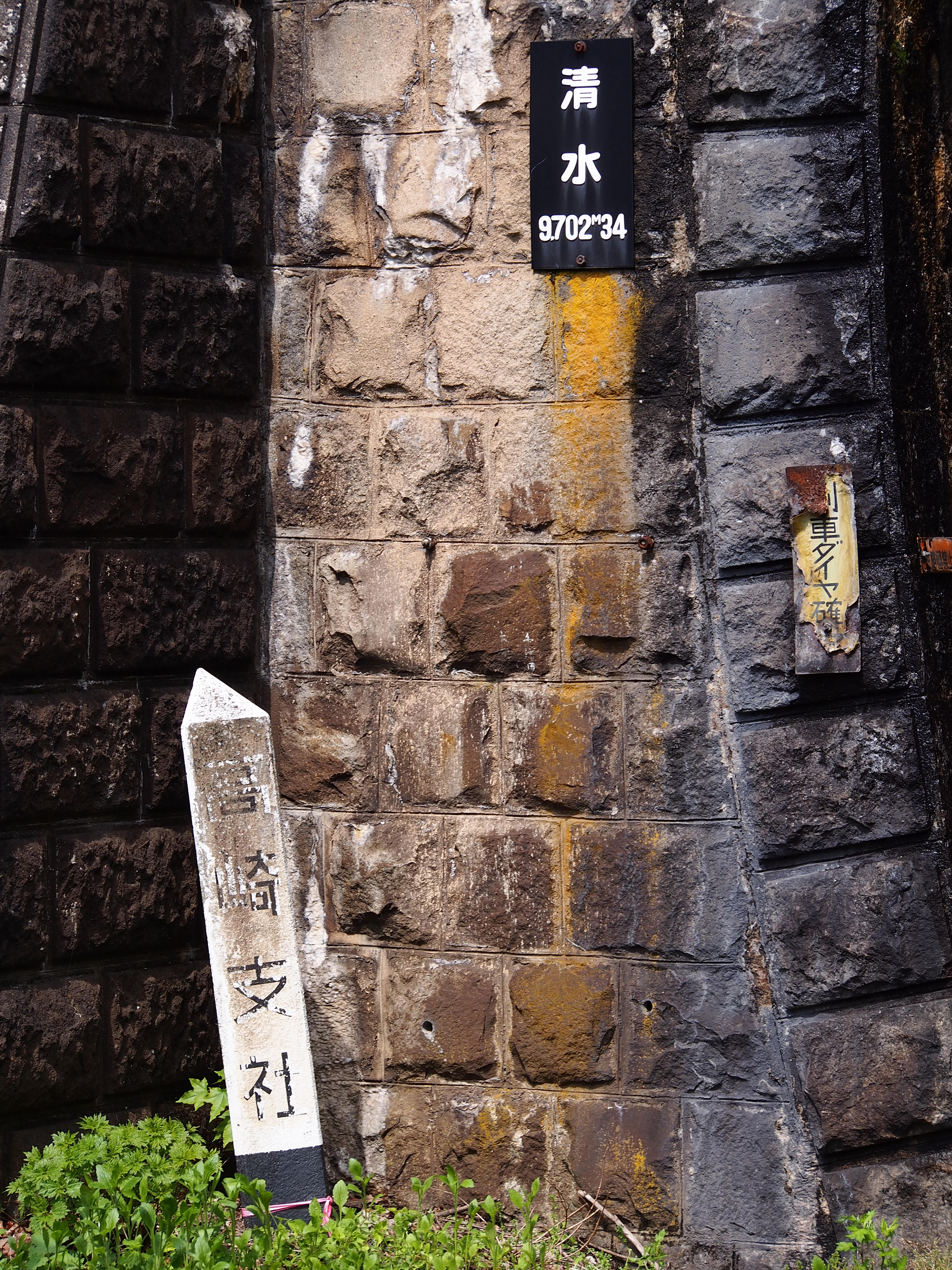
高崎支社境界・清水トンネル

- 信越本線（横川駅 - 軽井沢駅 - 信濃追分駅）
  - 北陸新幹線の高崎駅 - 長野駅間先行開業に伴い、横川駅 - 軽井沢駅は廃線、軽井沢駅 - 信濃追分駅はしなの鉄道に移管。新幹線駅となった軽井沢駅は長野支社に移管。

## 駅・乗務員区所
- 熊谷統括センター - 熊谷駅、上尾駅、鴻巣駅、籠原駅、本庄駅、本庄早稲田駅、乗務ユニット
- 前橋統括センター - 前橋駅、新前橋駅、足利駅、桐生駅、乗務ユニット
- 渋川営業統括センター - 渋川駅、水上駅、中之条駅、長野原草津口駅[4]
- 高崎統括センター - 高崎駅、上毛高原駅、安中榛名駅、安中駅、乗務ユニット

## 車両基地
以下管轄車両基地は、2022年のJR東日本組織改編による首都圏本部設立に伴い、2023年6月に同本部へ統合されたため、高崎支社として管轄している車両基地は存在しない（関東圏の他支社も同様の対応）。高崎支社エリア内で物理的に所在する車両基地は以下の通りである。
- 高崎車両センター（本所(新前橋)、籠原派出所）
- ぐんま車両センター（本所(高崎)）

## 設備保全区所

### 保線関係区所
- 高崎保線技術センター
- 高崎保線技術センター渋川エリアセンター
- 熊谷保線技術センター
- 桐生保線技術センター

### 電気関係区所
- 高崎電力技術センター
  - 桶川メンテナンスセンター
  - 熊谷メンテナンスセンター
  - 高崎メンテナンスセンター
  - 渋川メンテナンスセンター
- 高崎信号通信技術センター
  - 桶川メンテナンスセンター
  - 熊谷メンテナンスセンター
  - 高崎メンテナンスセンター
  - 沼田メンテナンスセンター

### その他の区所
- 高崎土木技術センター
- 高崎建築技術センター
- 高崎機械技術センター

## 乗車人員ベスト20
2022年度、高崎支社管内で一日平均の乗車人員が多かった20駅は下記の通り。
| 順位 | 駅名     | 一日平均 乗車人員 | 順位 | 駅名         | 一日平均 乗車人員 |
| ---- | -------- | ----------------- | ---- | ------------ | ----------------- |
| 1    | 上尾駅   | 36,335人          | 11   | 深谷駅       | 8,537人           |
| 2    | 高崎駅   | 27,299人          | 12   | 本庄駅       | 8,058人           |
| 3    | 熊谷駅   | 25,318人          | 13   | 吹上駅       | 7,535人           |
| 4    | 桶川駅   | 22,149人          | 14   | 北鴻巣駅     | 6,309人           |
| 5    | 宮原駅   | 20,558人          | 15   | 行田駅       | 5,404人           |
| 6    | 鴻巣駅   | 16,725人          | 16   | 伊勢崎駅     | 5,296人           |
| 7    | 北本駅   | 15,588人          | 17   | 新前橋駅     | 5,144人           |
| 8    | 北上尾駅 | 13,734人          | 18   | 栃木駅       | 4,308人           |
| 9    | 籠原駅   | 12,395人          | 19   | 高崎問屋町駅 | 3,650人           |
| 10   | 前橋駅   | 8,841人           | 20   | 桐生駅       | 3,329人           |

- （参考）その他の主要駅の乗車人員　足利駅＝2,757人　渋川駅＝2,719人　本庄早稲田駅＝1,722人　長野原草津口駅＝680人　上毛高原駅＝566人　 寄居駅＝357人　水上駅＝249人　安中榛名駅＝230人

特徴として高崎線の駅とその他の路線の駅で、乗車人員に大きな差があることが挙げられる。
上位15位にランクインするのは、群馬県庁の最寄駅である両毛線の前橋駅のみとなっている。
（前橋駅には高崎線からの列車の乗り入れが実施されている）

## 関連会社
以下の3社は、支社別グループ会社ではなく、高崎支社管内（のみ）を営業地域としているというだけの本社直轄の子会社（高崎ターミナルビル・ホテルメトロポリタン高崎は孫会社）であるが、参考に記載する。高崎支社の支社別グループ会社としてはジェイアール高崎商事が存在していた。

### 高崎ターミナルビル
首都圏を営業範囲とする株式会社アトレの子会社。アトレより委託を受けて、高崎支社管内の駅ビル等の商業施設（高崎駅の駅ビル：モントレー、熊谷駅の駅ビル：アズ、高崎・前橋・上尾駅構内商業施設・籠原駅ビル商業施設：イーサイト）の運営などを行なっている（以前はJR東日本直接の子会社で、これら施設は経営も行っていたが、2015年4月1日、全株式がJR東日本からアトレに譲渡され、また高崎ターミナルビルが所有していたSC資産がアトレに譲渡されている）。以前は、管内の宿泊施設の経営・運営も行っていた。

### JR高崎鉄道サービス
高崎支社管内で駅構内・駅ビルなどの清掃、車両整備等を行なっている。
2009年4月1日、高崎鉄道整備が、高崎支社の支社別グループ会社であったジェイアール高崎商事を吸収合併したことにより設立。高崎商事の事業だった駅業務委託事業も行っていたが、2015年7月1日付でJR東日本ステーションサービスに移管された。

### ホテルメトロポリタン高崎
首都圏を営業範囲とする日本ホテル株式会社の子会社。日本ホテルより委託を受けて、ホテルメトロポリタン高崎及びホテルファミリーオみなかみの運営を行っている。

## その他
- 利用者が少ない駅を中心に、直営駅から業務委託駅・無人駅への転換を進めている（JR東日本全体の方針）。委託先は、JR東日本本社の意向により、JR東日本ステーションサービスとなっている（かつてはJR高崎鉄道サービス←ジェイアール高崎商事）。委託駅についてはJR東日本ステーションサービス#高崎支店を参照。
- 2018年に放送したテレビアニメ『お前はまだグンマを知らない』の群馬テレビでの放送に当たり、「JR東日本高崎支社」としてスポンサーとなっていた（一社提供）。なお、同作1話（原作漫画・アニメ共通）には、高崎線の半自動ドアに関する話がネタになっている。また、アニメのスポンサーのほか、2017年にはスタンプラリー・車両ラッピングなどのタイアップも実施していた。